# Didymochlaena
Didymochlaena es un género de helechos perteneciente a la familia Hypodematiaceae. Comprende 10 especies descritas y de estas, solo 2 aceptadas.

## Descripción
Son plantas terrestres; con rizoma suberecto a erecto, escamoso; hojas monomorfas, 2-pinnadas; últimos segmentos articulados, oblongos, subdimidiados, hidátodos visibles adaxialmente; costas acanaladas adaxialmente con un reborde lateral que produce aristas en el punto de unión del último segmento a la costa; nervios libres, bifurcados, sin alcanzar los márgenes; soros terminales sobre los nervios, elongados, indusio elíptico y sujetado al nervio a lo largo de una línea medial, esporas monoletas.

## Taxonomía
El género fue descrito por Nicaise Augustin Desvaux y publicado en Magazin für die Neuesten Entdeckungen in der Gesammten Naturkunde, Gesellschaft Naturforschender Freunde zu Berlin 5: 303. 1811.  La especie tipo es: Didymochlaena sinuosa Desv. 

## Especies aceptadas
A continuación se brinda un listado de las especies del género Didymochlaena aceptadas hasta marzo de 2015, ordenadas alfabéticamente. Para cada una se indica el nombre binomial seguido del autor, abreviado según las convenciones y usos.	
- Didymochlaena microphylla (Bonap.) C. Chr.
- Didymochlaena truncatula (Sw.) J. Sm.